# ونسا کوئلو
ونسا کوئلو (انگلیسی: Vanessa Coello؛ زادهٔ ۱ سپتامبر ۱۹۹۵) مدل ونزوئلایی است. او تاج دوشیزه گراند ونزوئلا ۲۰۲۱ را به دست آورده است.